# Berdeniella illiesi
Berdeniella illiesi är en tvåvingeart som först beskrevs av Wagner 1973.  Berdeniella illiesi ingår i släktet Berdeniella och familjen fjärilsmyggor. Inga underarter finns listade i Catalogue of Life.